# 威廉·克罗农
威廉·克罗农（英語：William Cronon，1954年9月11日—）是一位美国地理学家和历史学家，威斯康星大学麦迪逊分校教授，专攻環境史，主要作品有《自然的大都市：芝加哥与大西部》（Nature's Metropolis：Chicago and the Great West）、《土地的变迁：新英格兰的印第安人、殖民者和生态》（Changes in the Land Indians, Colonists,and the Ecology of New England）等，还曾参演肯·伯恩斯指导的纪录片《國家公園：美國最好的主意》。